# Alburgh (Wielka Brytania)
Alburgh – wieś w Anglii, w hrabstwie Norfolk, w dystrykcie South Norfolk. Leży 22 km na południe od Norwich i 144 km na północny wschód od Londynu.
Miejscowość liczy 349 mieszkańców.